# HR 9038
Désignations
HR 9038 ou Gliese 909 est un système stellaire triple dans la constellation de Céphée. Il se trouve à 35 années-lumière. Son étoile primaire est une naine orange de type K3.

## GJ 909 A
- ascension droite 23h 49m 57s
- déclinaison +75° 15,9′
- Type spectral K3V
- Métallicité [Fe / H] = − 0,71

## GJ 909 B
- ascension droite 23h 49m 57s
- déclinaison +75° 32,6′
- Type spectral M2
- magnitude apparente 11,70, localisée à 40 ua de GJ 909 A en 2008.